# Der Deutsche Tag
Der Deutsche Tag (den tyske dag) opstod i Weimarrepublikkens Tyskland som et årligt stormøde af nationalistisk tilsnit. Det første Deutscher Tag-møde fandt sted i Eisenach i 1913 inden det første større møde, der fandt sted i Weimar i 1920. Derefter møde i Detmold 1921 og i 1922 i Coburg, hvor det nazistiske SA (Sturmabteilung) blev kendt for de første større gadekampe imod venstrefløjen.
Der Deutsche Tag er også afholdt uden for Tyskland af organisationer af udlandstyskere, og der har ikke nødvendigvis været sammenhæng med arrangementerne i selve Tyskland.
Det tyske mindretal i Sønderjylland afholder hver første lørdag i november deres arrangement på Knivsbjerg ved Aabenraa, der er deres nationale samlingspunkt, eller andetsteds i landsdelen.